# Pierre Ramadier
Pierre Ramadier   (Lunèl, 22 de maig de 1902 - Lodeva, 11 de juny de 1983) va ser un atleta francès, especialista en el salt de perxa, que va competir durant les dècades de 1920 i 1930.
El 1928 va prendre part en els Jocs Olímpics d'Estiu d'Amsterdam, on quedà eliminat sense aconseguir cap salt vàlid en la prova del salt de perxa del programa d'atletisme. Als Jocs de Berlín de 1936 fou dissetè en la mateixa prova.
En el seu palmarès destaca una medalla de bronze en la prova del salt de perxa al Campionat d'Europa d'atletisme de 1938, rere Karl Sutter i Bo Ljungberg. També guanyà el campionat nacional de salt de perxa de 1928 a 1932, el 1934, de 1936 a 1939 i el 1942. Fou el primer francès en superar els 4 metres (31 de maig de 1931) i va millorar el rècord de l'especialitat en cinc ocasions, fins a deixar-lo en 4,07 m el 30 d'agost de 1931. Aquest registre no fou millorat fins al 1948 per Victor Sillon.